# Adolf Florensa i Ferrer
Adolf Florensa i Ferrer   (Lleida, 15 de maig de 1889 - Barcelona, 14 de juliol de 1968) fou un arquitecte català, qui va exercir d'arquitecte municipal en cap, a Barcelona des de la dictadura de Primo de Rivera fins als primers anys del franquisme. Va ser clau en la conservació i restauració d'edificis emblemàtics de la ciutat comtal i en la reinvenció del seu barri Gòtic.

## Biografia
Una vegada acabats els seus estudis d'arquitectura el gener de l'any 1914, va exercir com a arquitecte municipal de Lleida, on entre altres obres signà els plànols de l'Escola Jardí dels Camps Elisis (1918). Es va posar a donar classes, va obtenir la càtedra de Mecànica Racional l'any 1920. L'any 1924, va ser nomenat arquitecte municipal de l'Ajuntament de Barcelona, continuant sent-ho fins a la seva mort l'any 1968.

### Restauracions
Influenciat per l'escola de Chicago, encara que es va moure dins el classicisme noucentista, les seves obres més destacades van ser a la Via Laietana, on bastí la Casa Cambó (1925), l'Edifici de la Immobiliària Catalana (1925), la Casa Artur Suqué (1927), el Casal del Metge amb Enric Catà i Catà (1931), i la Seu del Foment del Treball Nacional amb Josep Goday (1931).
Juntament amb Antoni Falguera i Joaquim Vilaseca van formar l'equip que el 1926 va reformar l'edifici de la Casa de la Ciutat. Va ser també l'autor del Palau de Comunicacions i Transports de l'exposició del 1929.
Adolf Florensa també va fer algunes obres conjuntes amb arquitectes modernistes com Modest Feu: (Casa Teixidó, 1924-1928). El 1952 va construir la creu de terme d'Horta. Altres realitzacions seves inclouen:
- 1928: Capitania General (antic convent de la Mercè).
- 1936: Saló del Tinell, en col·laboració amb Joaquim Vilaseca i Pere Benavent.[12]
- 1940: Catedral de Vic.
- 1957–1962: Monestir de Poblet.
- 1957-1966: Drassanes Reials de Barcelona, ho converteix en el Museu Marítim de la ciutat.[13]
- 1959: Castell de Mequinensa.
- 1959: Palau del Marquès de Llo[cal citació]
- 1965: Claustre de la Catedral de Barcelona.
- 1968: Palau Finestres[2][5]
- s.d.: Castell de Peralada[cal citació]

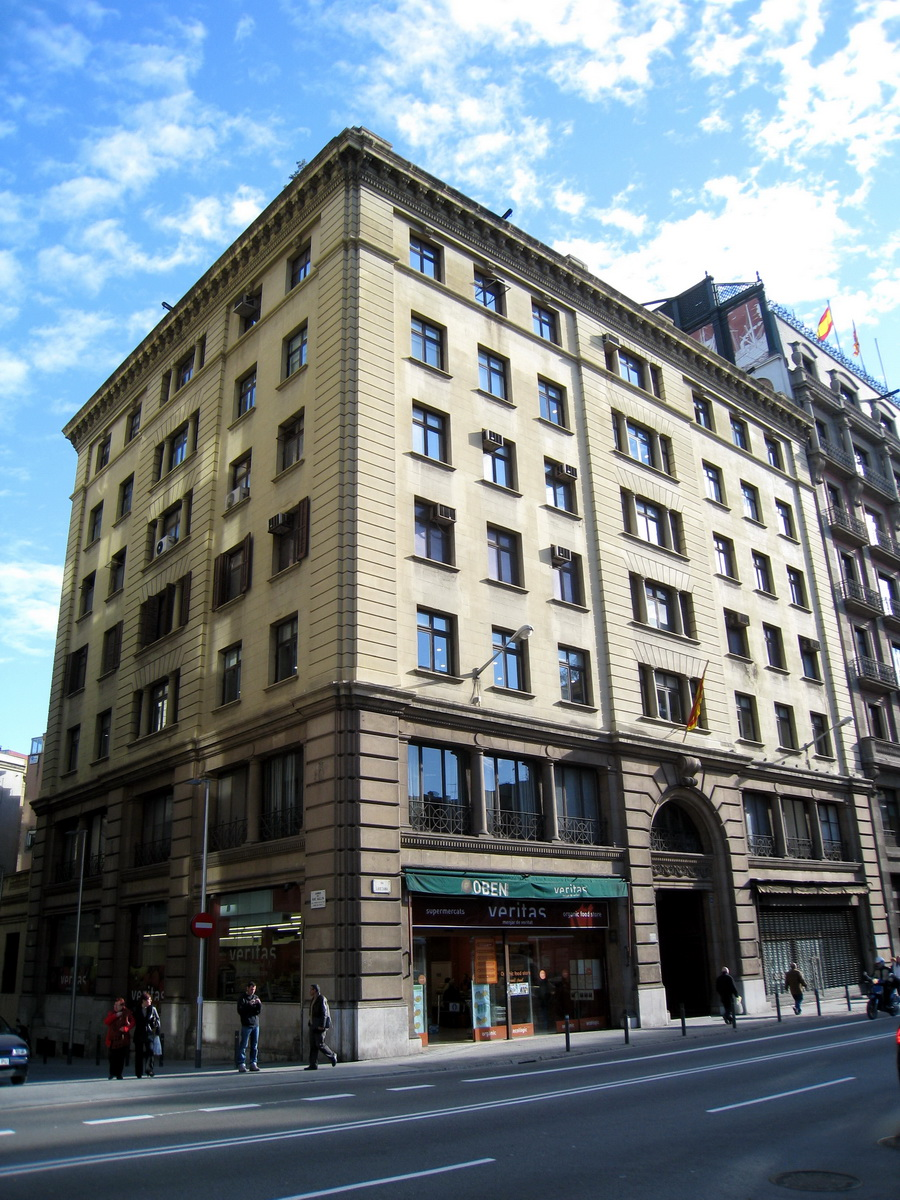
Edifici de la Immobiliària Catalana (Via Laietana, 28)
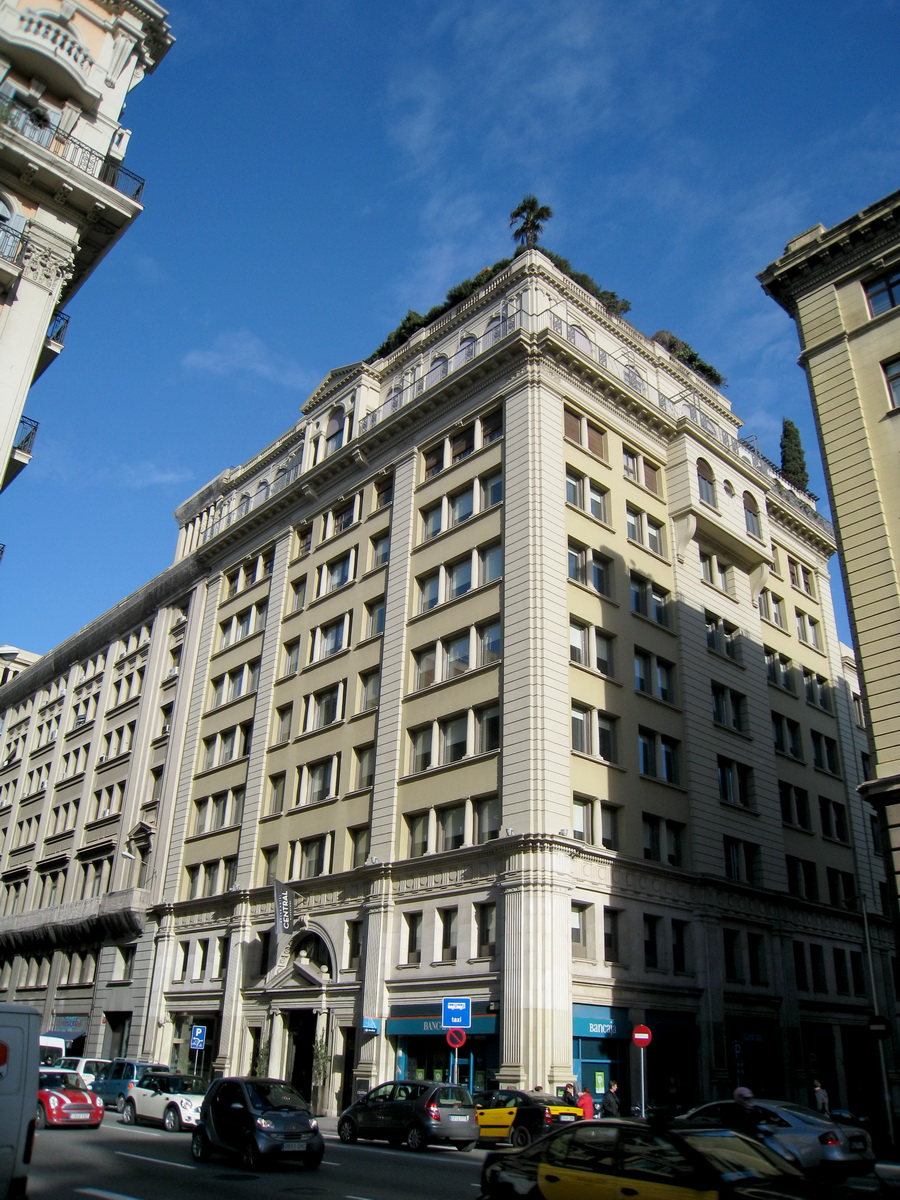
Casa Cambó (Via Laietana, 30)
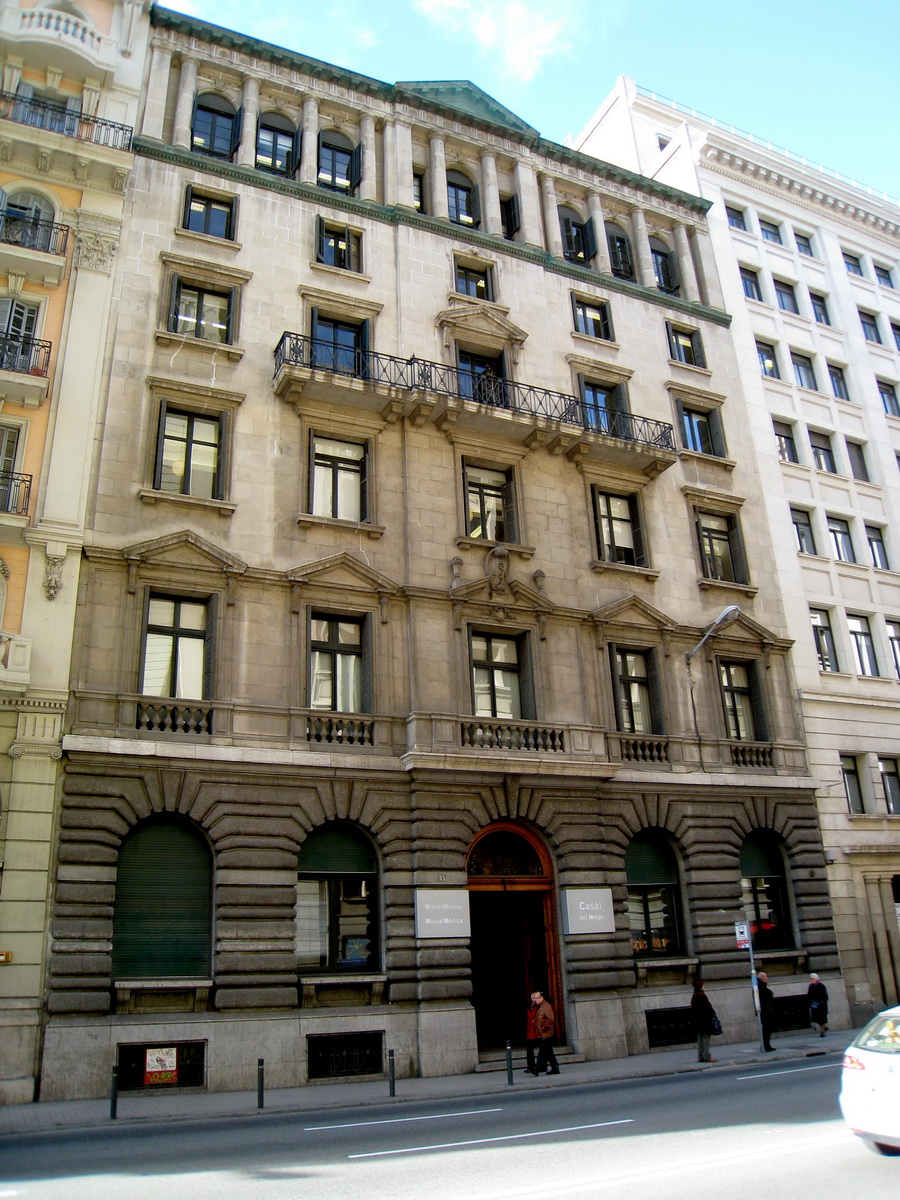
Casal del Metge (Via Laietana, 31)
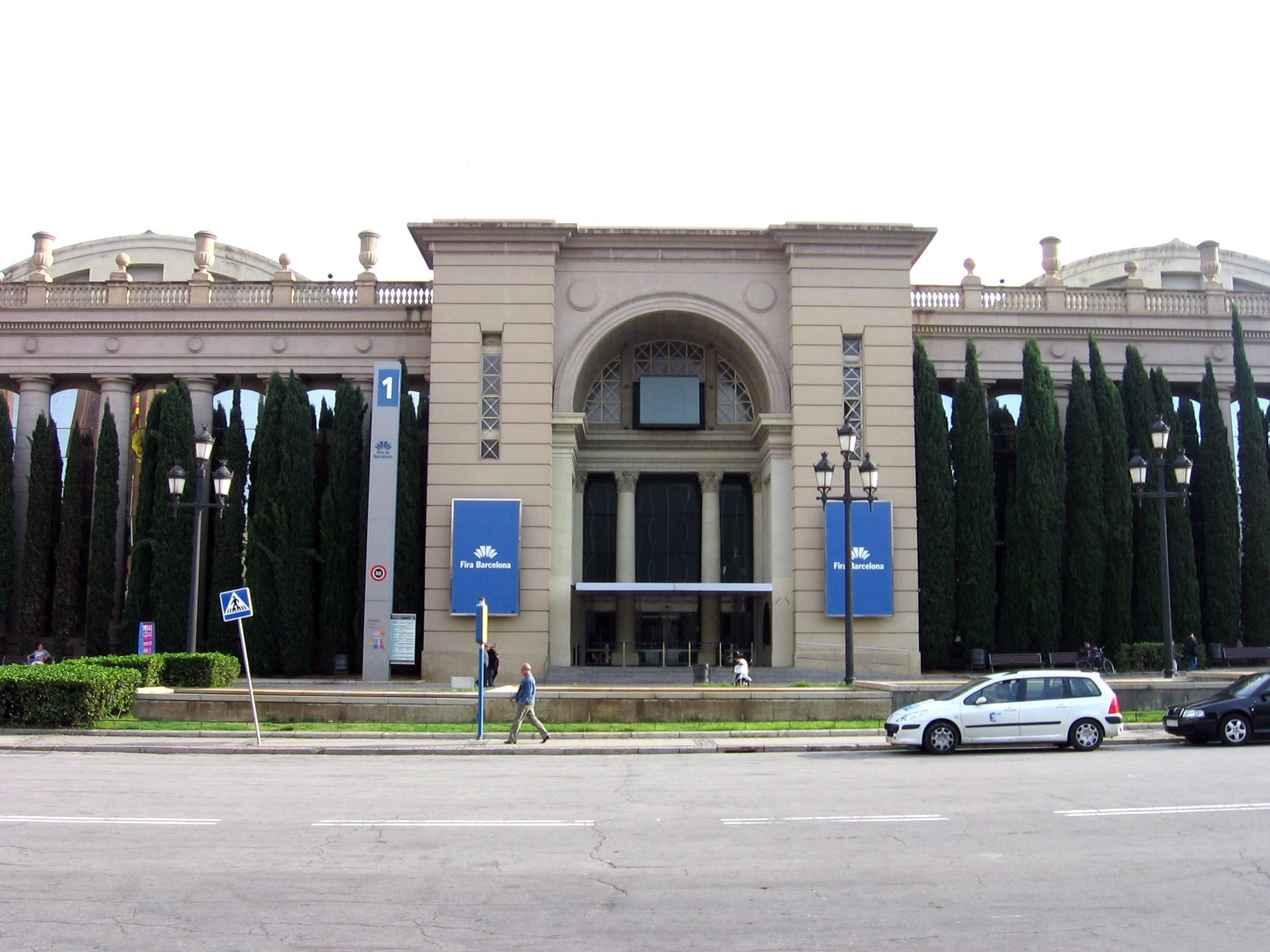
Palau de Telecomunicacions de l'exposició del 1929. Actualment dins la Fira de Barcelona

### Títols honorífics
- 1961: Acadèmic de la Reial Acadèmia de Belles Arts de San Fernando. Madrid
- 1964: Cavaller de l'Ordre al Mèrit de la República Italiana
- 1969: Títol pòstum de Medalla al Mèrit Cultural de la Ciutat de Barcelona

### Publicacions
- 1935: L'architecture gothique civile en Catalogne
- 1949:  Veinte años de labor en la conservación y restauración de edificios artísticos e históricos de Barcelona.  Ajuntament de Barcelona.
- 1953:  Conservación y restauración de monumentos históricos: 1947-1953.  Ajuntament de Barcelona.
- 1958:  Las Murallas romanas de la ciudad.  Ajuntament de Barcelona.
- 1959:  Jardines y monumentos (2a ed.).  Ajuntament de Barcelona.
- 1959:  La calle de Montcada (2a ed.).  Ajuntament de Barcelona.
- 1959:  El barrio de la Ribera y su ordenación.  Ajuntament de Barcelona.
- 1959:  La plaza de Sant Felip Neri: ayer, hoy y mañana.  Ajuntament de Barcelona.
- 1959:  Nombre, extensión y política del Barrio Gótico.  Ajuntament de Barcelona.
- 1959:  Conservación y restauración de monumentos históricos: 1927-1946.  Ajuntament de Barcelona.
- 1960:  La Casa de la Ciudad en los tiempos modernos.  Ajuntament de Barcelona.
- 1961:  El Palacio de la Virreina del Perú en Barcelona.  Ajuntament de Barcelona.
- 1964:  La valoración urbanística del circuito romano.  Ajuntament de Barcelona.
- 1966:  Conservación y restauración de monumentos históricos: 1954-1962.  Ajuntament de Barcelona.